# 반송고등학교
반송고등학교(盤松高等學校)는 대한민국 경기도 화성시 반송동에 있는 공립 고등학교이다.

## 학교 연혁
- 2008년 1월 7일 : 경기도립학교 설치 조례 공포(30학급 인가)
- 2008년 2월 1일 : 신입생 286명 (8학급) 배정
- 2008년 2월 1일 : 반송고등학교 1학년 10학급 인가
- 2008년 3월 1일 : 초대 이덕남 교장 취임
- 2008년 3월 3일 : 제1회 입학식 (남 158명, 여 128명 계 286명)
- 2011년 2월 9일 : 제1회 졸업식
- 2024년 1월 4일 : 제14회 졸업식 10학급(306명, 총 4,940명 배출)
- 2024년 3월 1일 : 제5대 이대영 교장 취임
- 2024년 3월 4일 : 제17회 입학식 10학급(남 191명, 여 165명 계 356명)

## 참고 자료
- 반송고등학교 - 한국교육학술정보원 학교알리미